# 阿瑟·莱顿
阿瑟·莱顿（英語：Arthur Leighton，1889年3月6日—1939年6月15日），英国男子曲棍球运动员。他曾代表英国参加1920年夏季奥林匹克运动会曲棍球比赛，获得一枚金牌。他也曾入选1908年夏季奥林匹克运动会英格兰男子曲棍球队名单，但并未上场参赛。